# Priego de Córdoba (kommunhuvudort)
Priego de Córdoba är en kommunhuvudort i Spanien.   Den ligger i provinsen Córdoba och regionen Andalusien, i den södra delen av landet, 300 km söder om huvudstaden Madrid. Priego de Córdoba ligger 661 meter över havet och antalet invånare är 23 513.
Terrängen runt Priego de Córdoba är kuperad, och sluttar norrut. Runt Priego de Córdoba är det ganska glesbefolkat, med 45 invånare per kvadratkilometer. Priego de Córdoba är det största samhället i trakten. Trakten runt Priego de Córdoba består till största delen av jordbruksmark.